# Roger Sherman

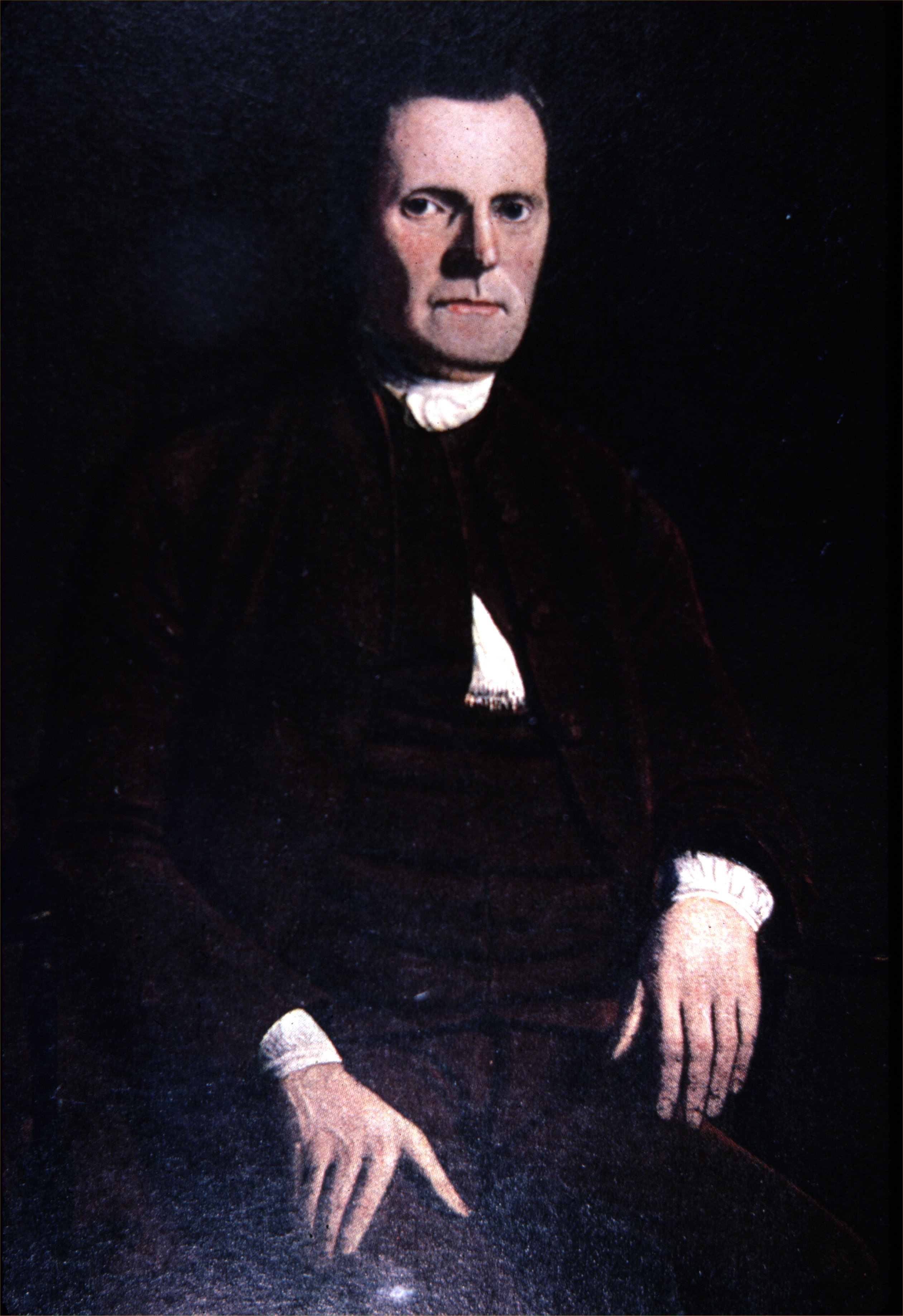
Roger Sherman

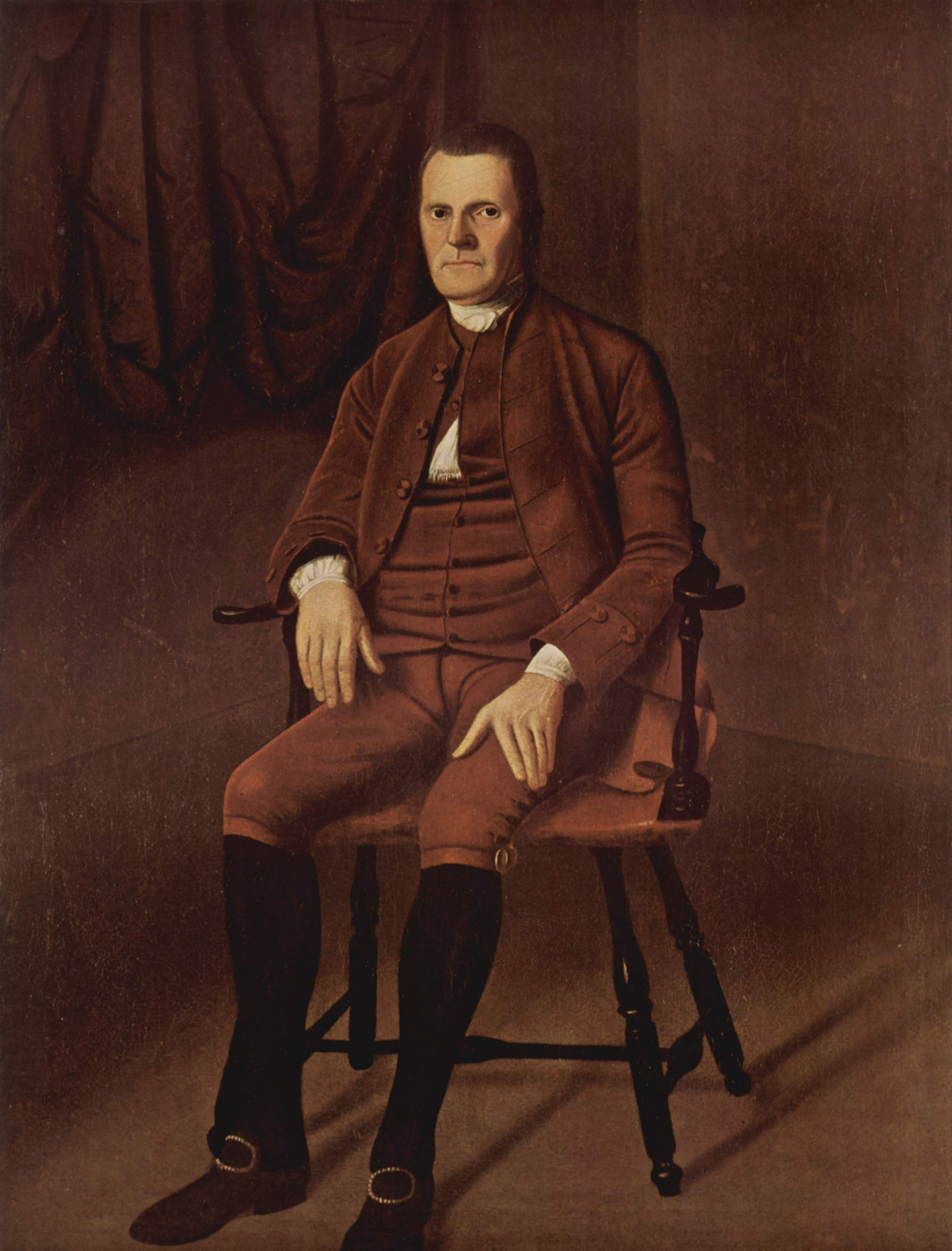
Kunstmaler Ralph Earles Porträt von Sherman war von Bernard Bailyn als „eines der markantesten der Ära“ beschrieben.

Roger Sherman (* 19. April 1721 in Newton, Province of Massachusetts Bay; † 23. Juli 1793 in New Haven, Connecticut) war ein US-amerikanischer Anwalt und Politiker sowie Mitverfasser der Unabhängigkeitserklärung der Vereinigten Staaten. Ferner war er zwischen 1791 und 1793 US-Senator des US-Bundesstaates Connecticut.

## Leben
Roger Sherman wurde in Newton, Massachusetts geboren. Seine Familie zog dann 1723 nach Stoughton (heute Canton), wo er die öffentlichen Schulen besuchte. Sherman erlernte das Schuhmacherhandwerk und zog dann 1743 nach New Milford, Connecticut. Er war 1745 als Landvermesser in New Haven County tätig, studierte Jura, wurde 1754 als Anwalt zugelassen und praktizierte seitdem. Ferner entschloss er sich in die Politik zu gehen. Er war zwischen 1755 und 1756, dann zwischen 1758 und 1761 sowie zwischen 1764 und 1766 Mitglied von Connecticuts Assembly. Er hatte auch zwischen 1755 und 1761 das Amt des Friedensrichters (englisch justice of the peace) für den Litchfield County inne. Ferner war er auch zwischen 1759 und 1761 Quorumsrichter (engl. justice of the quorum). Sherman zog im Juni 1761 nach New Haven, Connecticut. Dort war er zwischen 1765 und 1766 ebenfalls als Friedensrichter sowie Gerichtsperson (englisch member of the court) tätig. Anschließend war er zwischen 1766 und 1785 in Connecticuts Staatssenat tätig. Zu jener Zeit war er auch zwischen 1766 und 1767 sowie zwischen 1773 und 1788 Richter am Superior Court. Er war auch zwischen 1777 und 1779 Mitglied des Sicherheitsrats (engl. council of safety). Sherman war zwischen 1774 und 1781 sowie noch mal 1784 Mitglied des Kontinentalkongresses (engl. Continental Congress). Er war einer der Unterzeichner der amerikanischen Unabhängigkeitserklärung (engl. Declaration of Independence) sowie ein Mitglied des Ausschusses, der sie entwarf. Ferner war er auch ein Ausschussmitglied, das die Articles of Confederation aufstellte sowie das einzige Mitglied des Kontinentalkongresses, dass die Proklamation von 1774, die amerikanische Unabhängigkeitserklärung, die Articles of Confederation sowie die Bundesverfassung (engl. Federal Constitution) unterzeichnete. 1784 wurde er Bürgermeister von New Haven, ein Amt, das er bis zu seinem Tod innehatte. Ferner war er 1787 ein Delegierter bei der Federal Constitutional Convention in Philadelphia. Sherman wurde in den ersten Kongress der Vereinigten Staaten gewählt. Dort war er vom 4. März 1789 bis zum 3. März 1791 tätig. Er musste dort sein Amt niederlegen, um die freie Stelle im US-Senat zu füllen, die durch den Rücktritt von US-Senator William S. Johnson entstand. Dort war er vom 13. Juni 1791 bis zu seinem Tod am 23. Juni 1793 in New Haven tätig. Er wurde auf dem Grove Street Cemetery in New Haven (früher bekannt als New Haven City Burying Ground) beigesetzt.

## Familie
Sherman war der Schwiegervater von Samuel Hoar und Simeon Baldwin, Großvater von William Evarts, Roger Sherman Baldwin, George Frisbie Hoar und Ebenezer Rockwood Hoar, Urgroßvater von Rockwood Hoar und Sherman Hoar, Ururgroßvater von Henry Sherman Boutell sowie Urgroßonkel von Chauncey M. Depew.